# جس بلدسو
جس بلدسو (به انگلیسی: Jesse Bledsoe) سناتور سابق عضو حزب دموکرات-جمهوری‌خواه بود. وی در سال ۱۸۱۳ تا ۱۸۱۴ میلادی سناتور ایالت کنتاکی در سنای ایالات متحده آمریکا بوده است.